# Clostridium
Genre
Espèces de rang inférieur
- Clostridium acetobutylicum
- Clostridium aerotolerans
- Clostridium beijerinckii
- Clostridium bifermentans
- Clostridium botulinum
- Clostridium butyricum
- Clostridium chauvoei
- Clostridium colicanis
- Clostridium formicaceticum
- Clostridium ljungdahlii
- Clostridium laramie
- Clostridium novyi
- Clostridium perfringens
- Clostridium phytofermentans
- Clostridium piliforme
- Clostridium scatologenes
- Clostridium sordellii
- Clostridium sporogenes
- Clostridium tetani
- Clostridium tyrobutyricum
- Clostridium ramosum

Clostridium est un genre bactérien regroupant des bacilles gram positifs strictement anaérobies et sporulés, assurant généralement leur mobilité par des flagelles péritriches. Il inclut des pathogènes humains comme ceux causant le botulisme ou le tétanos.
On a longtemps inclus dans ce genre la bactérie Clostridium difficile aujourd'hui renommée Clostridioides difficile après analyse de son ARN ribosomique 16S.
Les cellules reproductives, dites forme végétative, ont la forme d'un bacille d'où leur nom, du grec κλωστήρ 'fuseau'. Leurs endospores ont une forme de quille ou de bouteille, ce qui les distingue des autres endospores bactériennes, généralement de forme ovoïde. Les différentes espèces de Clostridium vivent dans les sols ou le tube digestif des animaux, humains inclus. Elles contribuent aussi à la flore vaginale normale.
Phylogénie : Clostridium appartient à la famille des Clostridiaceae, Ordre des Clostridiales, Classe des Clostridia, Phylum des Bacillota.

## Biotypie

### Étude macroscopique
- Grandes colonies (sauf C. difficile qui forme de petites colonies)
- Odeur très intense
- Caractère hémolytique : double hémolyse β (sauf C. difficile qui est non-hémolytique)

### Étude microscopique

#### Sur la base de l'observation microscopique
Mobilité : souvent 

mode de groupement : (bacille isolé) à vérifier et compléter

Genre sporulant (spores sub-terminaux à terminaux déformants visibles par coloration négative ou par coloration positive : vert malachite 5 %)

##### Test d'orientation
GRAM + (et par conséquent GASSNER moins et donc LACTOSE moins)

Bacille

Régulier

Epais

Test Catalase : Cat. négatif (Anaérobie)

Test Oxydase : Oxy. négatif

Test O/F O/F = NA (Tube O négatif (tube aérobie vert) Tube F positif pour les genres aérotolérants (tube anaérobie jaune))
À noter que le genre Clostridium est anaérobie strict aérotolérant seulement pour quelques espèces (tube F = Positif)
Le tube F étant mis en anaérobiose avec un bouchon de paraffine, il y a toujours un peu d'O2 qui parvient à diffuser jusque dans le bouillon de culture. Par conséquent, seules les souches Aérotolérantes auront un tube F positif.

##### Test complémentaires
- Bouillon thioglycolate (vérifier si croissance dans la zone anaérobie du bouillon).

##### Choix de la galerie biochimique
- Galeries API 20 A de chez Biomérieux pour l'identification des bactéries anaérobies.

## Liste d'espèces
Le genre Clostridium comporte de nombreuses espèces dont certaines hautement pathogènes pour l'homme.
Les plus « célèbres » espèces :
- Clostridium tetani — l'agent du tétanos : le bacille du tétanos libère des toxines qui attaquent le système nerveux central et l'individu présente dès lors des paralysies.
- Clostridium botulinum — l'agent du botulisme
- Clostridium perfringens — retrouvé dans certaines plaies gangrèneuses (gangrène gazeuse) ou dans des intoxications alimentaires.

D'autres espèces comme C. acetobutylicum ou C. butyricum, sans danger pour l'homme, sont utilisées pour des fermentations dans l'industrie.
Beaucoup d'espèces sont présentes dans le sol qui est leur habitat naturel (Clostridium sporogenes, Clostridium butyricum...).
Les quelque 150 espèces de bacilles sporulés anaérobies appartenant au genre Clostridium sont des germes saprophytes telluriques intervenant dans la putréfaction des déchets organiques (protéolyse et saccharolyse). Ils peuvent aussi se trouver en commensaux de la flore intestinale, surtout chez les herbivores mais également chez l'homme. C'est notamment le cas de la flore iodophile des diarrhées de fermentation résultant de la pullulation d'espèces saccharolytiques par l'arrivée dans le colon de glucides non résorbés.
Ils sont presque tous mobiles ; leurs spores, plus larges que le corps bacillaire sont généralement subterminales ou terminales. Ils ne possèdent ni cytochrome, ni peroxydase, ni catalase.

## Toxicité
Quelques espèces sont toxigènes et peuvent causer des maladies non contagieuses résultant de l'introduction accidentelle dans l'organisme du germe et de sa toxine. Les 4 maladies principales en sont le botulisme, le tétanos, la gangrène gazeuse et l'entérotoxémie.
Les acides gras sont convertis par des levures en polymères à longue chaîne de type acide dicarboxylique puis en 1,3-propanediol via l'utilisation de la bactérie Clostridium diolis.[réf. nécessaire]
|  |

## Usage thérapeutique de la bactérie contre le cancer
Clostridium, S. Typhimurium et Listeria produisent des exotoxines (comme la phospholipase, l'hémolysine, la lipase) qui endommagent la structure membranaire et les fonctions cellulaires de la tumeur, en induisant l'apoptose ou l'autophagie ce qui programme la mort de la cellule.
Les infections à Salmonella, Clostridium et Listeria favorisent l'élimination des tumeurs en augmentant les cytokines et les chimiokines (protéines régulatrices de la signalisation cellulaire) qui régulent les sites infectés à l'aide de granulocytes et de lymphocytes cytotoxiques (GB qui tuent les cellules cancéreuses).
Les infections à Clostridium et à S. Typhimurium peuvent toutes deux stimuler une accumulation importante de neutrophiles. Une sécrétion élevée de TNF-α et de ligand induisant l'apoptose liée au TNF (TRAIL) par les neutrophiles améliore la réponse immunitaire et tue les cellules tumorales.
Actuellement, il n'existe aucun traitement approuvé avec des bactéries génétiquement modifiées. Cependant, des recherches sont menées sur Listeria et Clostridium en tant que vecteurs pour transporter l'ARNi (qui supprime des gènes) pour le cancer colorectal.
Des essais de phase I de la souche Clostridium appelée Clostridium novyi (C. novyi -NT) pour les patients atteints de tumeurs réfractaires au traitement ou de tumeurs qui ne répondent pas au traitement sont en cours.